# Loire 46

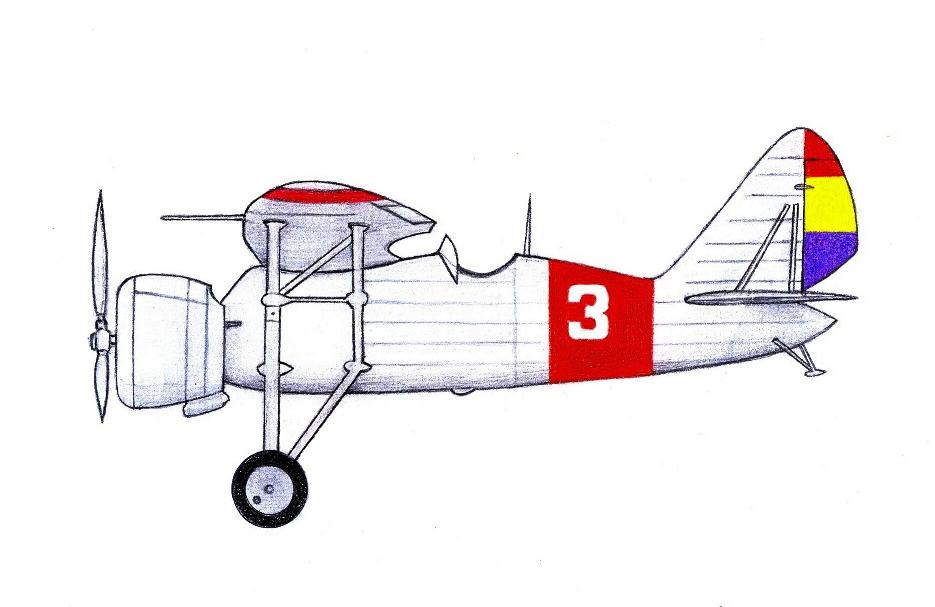

El Loire 46 C-1 era un avió experimental francès, que va combatre amb resultats dispars en la Guerra Civil. És un altre exemple d'avió d'entreguerres, on es posa en evidència la ràpida evolució de l'aviació en aquells temps.

## Història
Aquest disseny fou una evolució dels Loire 43 i 45. Va realitzar el primer vol l'1 de setembre de 1934, equipat amb un motor en estrella de 14 cilindres Gnome-Rhône 14Kcs de 880 CV de potència. Posteriorment, el febrer del 1935, va ser equipat amb el Gnome-Rhône 14Kcf de 930 CV.
Era un avió completament metàl·lic, monoplà, d'ala de gavina (forma corba de les ales) invertida (cap amunt), amb formes el·líptiques per a facilitar la visió del pilot; el motor, molt gros, envoltat per un anell, per a facilitar l'aerodinàmica, i el tren d'aterratge fix amb uns grans muntants, que ajudaven a suportar les ales; el conjunt es va mostrar una mica fràgil. La cabina era oberta, com havia estat la norma fins aleshores.
Tot això comportava que fos un avió àgil, ràpid, i amb una gran capacitat d'enlairament, cosa molt apreciada pels pilots.

## Dades tècniques
- Llargada: 7,88 metres.
- Amplada: 11,83 metres.
- Alçària: 4,13 metres.
- Pes en buit: 1.450 quilograms.
- Pes a l'envol 2.100 quilograms.
- Velocitat màxima: 370 km/h.
- Sostre: 11.750 metres.
- Autonomia: 750 quilòmetres.
- Armament: en principi, estava previst muntar-hi dos canons de 20 mm però finalment es va equipar amb quatre metralladores MAC de calibre 7,5 mm.

## Història operativa

### Espanya
Entre els dies 5 i 7 de setembre del 1936 van arribar a l'aeroport del Prat sis prototips sense armament, enviats pel govern francès. Ràpidament es van armar amb metralladores Vickers de calibre 7,7 mmm i van ser enviats al front de Madrid. S'assignaren a la 2a esquadrilla Lafayete i al grup 11 espanyol.
Van tenir el primer enfrontament el 21 de setembre del 1936 sobre el cel de Toledo, però sense cap victòria. El Loire 46 núm. 6 va ser destruït a terra, juntament amb altres avions, durant un bombardeig a finals d'octubre efectuat per Junkers Ju 52 del bàndol feixista.
El dia 16 d'octubre tingueren un enfrontament amb els Fiat C.R.32 i un n'és abatut per Garcia Morato. Els dos aparells que van sobreviure van ser enviats al sud per reforçar els Nieuport 52 i Dewoitine D.371/D.372. Tot i això un va ser abatut en el primer combat en què participà i l'altra resultà danyat en aterrar pocs dies després.
Durant la curta vida d'aquests avions al nostre país es va mostrar un baix rendiment, degut tant a problemes de manca d'experiència del pilots com problemes tècnics com el tren d'aterratge fràgil i avaries de motor.

### França
Després de l'avaluació, el govern francès va encarregar 60 aparells per l'Armée de l'Air (Forces Aèries Franceses), que van començar a ser lliurats a la 6a Esquadra l'agost del 1936. Les darreres entregues es realitzaren el juliol de 1937 quan ja es tractava d'un disseny obsolet. Per aquest motiu passaren a emprar-se en tasques d'avió d'entrenament avançat. A l'inici de la Segona Guerra Mundial tan sols restaven 5 avions operatius.

## Models
- Loire 46.01. Primera sèrie de 45 aparells.
- Loire 46. Avió d'entrenament, d'una sola plaça.